# Drusilla (Tochter Agrippas)
Drusilla (* 38 n. Chr.; † 79 n. Chr. in Pompeji) war eine Tochter des jüdischen Königs Herodes Agrippa I. und eine Schwester von Herodes Agrippa II.
Als Kind wurde sie mit dem nur wenig älteren Epiphanes verlobt, dem Sohn des Königs Antiochos IV. von Kommagene. Weil Epiphanes die versprochene Beschneidung nicht vollzog, kam die Ehe nicht zustande. Im Jahr 53 wurde sie von ihrem Bruder Herodes Agrippa II. mit Fürst Azizos von Emesa verheiratet, der sich beschneiden ließ und zum Judentum konvertierte. Der römische Prokurator Judäas, Marcus Antonius Felix, brachte sie, die nach nur kurzer Ehe entweder bereits wieder verwitwet war oder ihren Gatten verließ, im Jahr 55 dazu, ihn zu heiraten und damit gegen das Gesetz zu verstoßen, das die Heirat einer Jüdin mit einem Nichtjuden verbot. Es ist nicht überliefert, dass die Juden gegen diese Verbindung öffentlich protestiert hätten. Mit Felix war sie um 58 n. Chr. beim Verhör des Apostels Paulus anwesend. Sie hatte mit Felix einen Sohn, der Agrippa hieß. Wegen dieser Ehe- und Verwandtschaftsbeziehungen meinte Tacitus über Felix, „dass er gestützt auf solche Macht sich ungestraft alles erlauben dürfe“. Ihr Sohn kam beim Ausbruch des Vesuvs im Jahr 79 ums Leben, und eventuell auch Drusilla selbst (alternativ könnte auch Agrippas Gattin mit ihm gestorben sein).